# Jean Nègre
Pour les articles homonymes, voir nègre (homonymie).
Jean Nègre, né le 20 juin 1907 à Armentières et mort le 8 mai 1972 à Montluçon, est un homme politique français.
Maire de Montluçon pendant 13 ans, Jean Nègre est également conseiller général, député et sénateur de l'Allier.

## Biographie

### Carrière dans l'Éducation nationale
Après avoir été diplômé d'Étude supérieur en 1930 de la Faculté de lettres de Toulouse et avoir séjourné deux ans en Angleterre en tant que professeur-assistant de Français, Jean Nègre devient professeur d'Anglais.
En 1933, le lycée de Rodez est sa première affectation. Il est muté en Corrèze où il enseigne à l’École nationale professionnelle d’Égletons en 1934. De 1935 à 1939, il enseigne à Bordeaux, à l'École pratique de commerce et d’industrie de Bordeaux et est chargé de cours à l’École des élèves officiers mécaniciens de la Marine marchande,.
À l’armistice de 1940, Jean Nègre est nommé à Montluçon d'abord au collège technique puis au lycée de la ville de 1947 à 1963, date à laquelle il prend sa retraite administrative.

### Participation à la Seconde Guerre mondiale
Jean Nègre a été mobilisé le 2 septembre 1939 dans le corps expéditionnaire français au Moyen-Orient en tant qu'officier interprète. Il fut démobilisé en juillet 1940.

### Responsabilité syndicale
À partir de 1947 et jusqu'en 1968, Jean Nègre est élu au conseil d’administration de la section départementale de la Mutuelle générale de l’Éducation nationale, il en est le vice-président de section de 1952 à 1963 ce qui lui permet de devenir administrateur national de la mutuelle entre 1955 à 1963.

### Vie politique
Jean Nègre est initié à la politique par un collègue de son collège de Montluçon, André Southon, le maire socialiste de la ville. En 1953, il intègre le conseil municipal et deux ans plus tard adhère à la SFIO. À la suite du décès brutal du maire, une élection est organisée en novembre 1959 où il est élu maire. Quelques jours plus tard, il succède également à André Southon au conseiller général.
Lors des législatives de 1962, il est investi candidat à la deuxième circonscription de l'Allier contre le député sortant, Pierre Bourgeois. Il remporte l'élection avec 73% des voix au 2d tour face au candidat gaulliste.
Durant son mandat de député, membre de la Commission des affaires culturelles, familiales et sociales, il s'investira sur les dossiers liés à l'Éducation nationale.
Il est réélu député en 1967, mais il ne le sera pas à la suite de la dissolution de 1968 et laissera son siège au candidat communiste Henri Védrines.
À la suite de sa défaite aux législatives et pour protester contre le rapprochement avec le Parti Communiste au niveau national, il quitte la SFIO en 1968. Il adhère au Parti de la démocratie socialiste fondé par le maire de Mulhouse, Émile Muller.
En mars 1970, il est réélu au conseil général sous la bannière socialiste, mais apportera son soutien à une majorité centriste menée par Jean Cluzel contre une place de vice-président.
Il est réélu à la mairie de Montluçon en 1971 et devient sénateur la même année grâce à son alliance politique avec Jean Cluzel.

### Vie privée
Jean Nègre est le fils d'un couple d'employés des Postes, Jean et Augusta (née Charpentier) Nègre .
C'est à Égletons qu'il rencontre sa future femme, Yvonne Fonfreyde, née à la Plaine Saint-Denis en 1918 et décédée le 12 juin 2017, la fille du gérant de l’hôtel du Centre,,. Ils se marient le 11 juin 1935 dans la ville de leur rencontre.
Jean Nègre meurt brutalement dans la nuit du 8 au 9 mai 1972. Ses obsèques solennelles ont lieu le vendredi 12 mai. Il repose à Montluçon, au cimetière de l'Est.

## Distinctions
- Chevalier de l'ordre du Mérite agricole (18 février 1971)

## Publications
- Collaborateur du « dictionnaire français-anglais de Charmeau », éditions Nelson, 1932[3]
- « Précis de législation du travail, d'hygiène professionnelle et d'instruction civique, initiation à la vie sociale », 1947
- « Éléments de législation familiale et sociale », 1952
- « Précis de droit commercial et législation fiscale », 1955
- Étude sur le Théâtre de Sir James Barrie[7]
- Préface de « Au service du Bourbonnais », Jean Cluzel, 1971
- Parolier de chansons de l’accordéoniste corrézien Jean Ségurel[13]